# Charlyne Yi
Charlyne Amanda Yi (født 4. januar 1986) er en amerikansk skuespiller, komiker, musiker, forfatter og maler. Hendes forestillinger omfatter ikke altid joke-telling som i standupkomedie, men i stedet bruger hun forskellige teknikker som musik, magi, spil og ofte publikums deltagelse. Hendes manuskriptforfatterdebut var spillefilmen Paper Heart, der vandt en Waldo Salt Screenwriting Award ved Sundance Film Festival i 2009.